# Caoshi (köpinghuvudort i Kina, Hubei Sheng, lat 30,09, long 113,21)
Caoshi (kinesiska: 曹市, 曹市镇) är en köpinghuvudort i Kina. Den ligger i provinsen Hubei, i den centrala delen av landet, omkring 120 kilometer sydväst om provinshuvudstaden Wuhan. Antalet invånare är 49 428. Befolkningen består av 23 086 kvinnor och 26 342 män. Barn under 15 år utgör 13,0 %, vuxna 15-64 år 75 %, och äldre över 65 år 10,0 %.
Runt Caoshi är det tätbefolkat, med 356 invånare per kvadratkilometer. Närmaste större samhälle är Fengkou, 11,4 km öster om Caoshi. Trakten runt Caoshi består till största delen av jordbruksmark.
Genomsnittlig årsnederbörd är 1 462 millimeter. Den regnigaste månaden är maj, med i genomsnitt 197 mm nederbörd, och den torraste är december, med 25 mm nederbörd.